# Герб Червоної Чагарівки
Герб Червоної Чагарівки — офіційний символ села Червона Чагарівка Кам'янець-Подільського району Хмельницької області, затверджений рішенням №10 XXVI сесії сільської ради VII скликання від 15 червня 2018 року. Авторами герба є В.М.Напиткін та К.М.Богатов.

## Опис
В золотому щиті з синьовою базою червоний підвищений трипільський візерунок із чотирьох безконечників. З бази виходять три червоних тростини, середня нижча. Щит вписаний у декоративний картуш і увінчаний золотою сільською короною. Унизу картуша напис "ЧЕРВОНА ЧАГАРІВКА".

## Символіка
Візерунок - символ давнього заселення цієї місцевості, червоні тростини - символ назви.